# Itami
Itami (伊丹市, Itami-shi) est une ville située dans la préfecture de Hyōgo, au Japon.

## Géographie

### Situation
Itami se situe sur le plateau d'Itami, au nord-ouest de la plaine d'Osaka, à une dizaine de kilomètres de la ville d'Osaka.

### Démographie
En mai 2023, la population d'Itami s'élevait à 196 334 habitants, répartis sur une superficie de 25,00 km2.

### Hydrographie
Itami est traversée par la rivière Ina et bordée à l'ouest par le fleuve Muko.

## Histoire
Itami a acquis le statut de ville en 1940 et a été particulièrement affectée par un séisme en 1995.

## Culture locale et patrimoine
- Château d'Itami
- Roseraie Aramaki

## Transports
Itami est desservie par la ligne JR Takarazuka de la JR West, et la ligne Itami de la compagnie Hankyu.
L'aéroport international d'Osaka se trouve en partie sur le territoire d'Itami.

## Jumelage
Itami est jumelée avec :
- Hasselt (Belgique)
- Foshan (Chine)

## Personnalités liées à la ville
- Yōko Minamino (née en 1967), chanteuse
- Aiko Uemura (née en 1979), skieuse acrobatique
- Mika Sugimoto (née en 1984), judokate
- Kasumi Arimura (née en 1993), actrice